# Aérodrome de Takume
 (avril 2025).
L'aérodrome de Takume (code IATA : TJN • code OACI : NTKM) est un aérodrome desservant l'atoll de Takume dans l'archipel des Tuamotu en Polynésie française .

## Compagnies et destinations
- Air Tahiti (Tahiti)

## Statistiques
| 2006 |  | 546 |  |

| 2007 |  | 482 |  |

| 2008 |  | 503 |  |

| 2009 |  | 554 |  |

| 2010 |  | 579 |  |

| 2011 |  | 0 |  |

| 2012 |  | 416 |  |

| 2013 |  | 515 |  |

| 2014 |  | 485 |  |